# Ben Feringa
Ben Feringa właściwie Bernard Lucas Feringa (ur. 18 maja 1951 w Barger-Compascuum, w gminie Emmen) – holenderski chemik związany z Uniwersytetem w Groningen, laureat Nagrody Nobla w dziedzinie chemii w 2016 roku.

## Życiorys
Uzyskał doktorat pod kierunkiem profesora Hansa Wynberga na Uniwersytecie w Groningen. Mianowany na wykładowcę, a potem na profesora zwyczajnego na Uniwersytecie w Groningen. W 2008 roku został mianowany profesorem Akademii i otrzymał tytuł szlachecki od Królowej Holandii.
W 2016 został laureatem Nagrody Nobla w dziedzinie chemii za zaprojektowanie i syntezę maszyn molekularnych. Wraz z nim zostali uhonorowani Jean-Pierre Sauvage i sir J. Fraser Stoddart.